# Visions (musikalbum av Stratovarius)
Visions är det finska power metal-bandet Stratovarius sjätte studioalbum, utgivet i april 1997 på T&T Records och i Japan på Victor.
Albumet innehåller några av bandets mest klassiska låtar såsom "The Kiss of Judas", "Black Diamond" och "Paradise", som ofta förekommer live. Metalmagasinet Metal Hammer hade med albumet på sin lista över tio "oumbärliga" power metal-album, liksom Revolver Magazine. Loudwire hade albumet som nummer sex på sin lista över de bästa 25 power metal-albumen genom tiderna.
Visions låg på Finska hitlistan under 23 veckor, som bäst på fjärde plats.
En musikvideo spelades in till "The Kiss of Judas".

## Låtlista
1. "The Kiss of Judas" – 5:49
2. "Black Diamond" – 5:39
3. "Forever Free" – 6:00
4. "Before the Winter" – 6:07
5. "Legions" – 5:43
6. "The Abyss of Your Eyes" – 5:38
7. "Holy Light" (instrumental) – 5:45
8. "Paradise" – 4:27
9. "Coming Home" – 5:36
10. "Visions (Southern Cross)" – 10:15

Bonusspår på japanska utgåvan
1. "Black Diamond" (Demo Version) – 5:08
2. "Uncertainty" (Live Version) – 6:13

## Medverkande
Musiker
- Timo Kotipelto – sång
- Timo Tolkki – gitarr, bakgrundssång
- Jari Kainulainen – basgitarr
- Jens Johansson – keyboard
- Jörg Michael – trummor

Bidragande musiker
- Marko Vaara – bakgrundssång
- Kimmo Blom – bakgrundssång
- Richard Johnson – bakgrundssång
- James M. Johnson – berättarröst

Produktion
- Timo Tolkki – producent, mastering
- Mikko Karmila – mixning, inspelningstekniker
- Pauli Saastamoinen – mastering
- Andreas Marschall – omslagskonst
- Markus Itkonen – logotyp
- Dick Lindberg – foto